# Promontorio Bajo
Promontorio Bajo är en udde i Antarktis. Den ligger i Sydshetlandsöarna. Argentina, Chile och Storbritannien gör anspråk på området.
Terrängen inåt land är huvudsakligen kuperad, men norrut är den platt. Havet är nära Promontorio Bajo åt sydost. Trakten är glest befolkad. Närmaste befolkade plats är Commandante Ferraz Station, 15,7 kilometer nordväst om Promontorio Bajo. 